# باتومی
باتومی، باطومی یا باطوم (به گرجی: ბათუმი)، شهری بندری بر کرانهٔ دریای سیاه و در کشور گرجستان است. باتومی دومین شهر بزرگ گرجستان است و مرکز جمهوری خودمختار آجارستان می‌باشد که در کرانه جنوب غربی گرجستان در کرانه دریای سیاه قرار گرفته‌است. این شهر در منطقه نیمه گرمسیری در دامنه رشته کوه قفقاز استقرار یافته‌است. بخش بزرگی از اقتصاد باتومی بر حول توریسم و قمار گردش می‌کند، اما شهر به نوبه خود بندری مهم است و صنایعی مانند کشتی سازی، مواد غذایی فرآوری شده و صنایع سبک را دارا است. از سال ۲۰۱۰ با تأسیس ساختمانهای بلند مرتبه مدرن و بازسازی بافت بناهای قرن ۱۹ در شهر قدیمی تاریخی متحول شده‌است.

## پیشینه
بنابر روایات هردوت، سکاها از طریق آزوو (آزُف) به باتومی آمده‌اند.
این شهر در محل بندرگاه قدیمی رومی باتوس، که احداث آن را به آدریانوس نسبت می‌دهند، بنا شد.
بعدها یوستی نیانوس از پادشاهان روم شرقی آنجا را تصرف کرد و پس از بنای دژ پترا در شمال آن، باتوس اهمیت خود را از دست داد و مدتی بعد، جزو متصرفات پادشاهان لازستان شد. در ۶۴۳م حبیب بن مسلمه، سردار مسلمان، گرجستان و از جمله باتومی را به صلح گشود و این شهر به دست مسلمانان افتاد.در اواخر سده ۱۰ (میلادی)، باتومی جزو حکومت متحد گرجستان شمرده می‌شد و پس از تجزیه امپراتوری گرجستان ، امیران متاوارهای گوری در آنجا مستقر شدند.در سده ۱۵م، شهر و ناحیه باتومی مدتی در دست سلاطین عثمانی بود و از ۱۶۲۷ (میلادی) جزو متصرفات عثمانی شد و ظاهراً از همین دوره، اسلام در آنجا رواج یافت.در اوایل سلطنت سلطان احمد سوم مردم گرجستان شورش کردند و از پرداخت مالیات سر باز زدند، ولی شورش سرکوب شد و عثمانی‌ها در باتومی و چند جای دیگر قلعه‌هایی بنا نهادند. در زمان سلطنت عبدالعزیز عثمانی مسجد جامعی به نام عزیزیه در باتومی ساخته شد.در ۱۸۷۸م، قوای روسی بندر و شهر باتوم را تصرف کردند و در ۲۸ اوت همان سال، به موجب عهدنامه سان‌استفانو، باتومی به آنان واگذار گردید، امّا بعدها باز جزو گرجستان شد.در آوریل ۱۹۱۸م، قشون عثمانی باتومی را اشغال کرد و سال بعد سپاهیان انگلیس وارد آنجا شدند.در ژوئن ۱۹۱۹م، انگلیسی‌ها باتومی را تخلیه کردند.پس از آن جمهوری گرجستان تأسیس شد ولی بعد از مدت کوتاهی، سقوط کرد و به تصرف امپراتوری تزاری روسیه درآمد و بعد ها در انقلاب اکتبر حزب کمونیست قدرت را به دست گرفت و گرجستان جزو اتحاد جماهیر شوروی سوسیالیستی شد.در مارس ۱۹۲۱م، بر اثر پیمانی بین دولت ترکیه و شوروی، قسمتی از گرجستان به نام قارص و اردهان به ترک‌ها واگذار شد و باتومی همچنان در گرجستان باقی‌ماند و در ۱۶ ژوئن همان سال، مرکز جمهوری سوسیالیستی آجارستان شد.
مبارزات استالین در باتومی
باتومی محل اجرای اولین ماموریت ژوزف استالین جوان برای حزب سوسیال دموکرات که بعد ها حزب کمونیست نام گرفت هم بوده است. این ماموریت مشمول دو رکن میشد که شامل :
```
1 - همراه کردن جمعی از 
طبقه کارگر
 با حزب
```

```
2 - ایجاد 
چاپخانه
 جهت انتشار مجله حزب
```

بود و استالین آنرا با همراهی جمعی از سوسیالیست های اولیه تا حدودی عملی کرد و حتی در روز اول عید تضاهرات کارگری ای را به راه انداخت که با سرکوب سربازان قفقاز مواجه و ١۵ کشته بر جای گذاشت و به اولین دستگیری ژوزف استالین منجر شد. 

## ترابری
ترابری اصلی شهر باتومی توسط فرودگاه بین‌المللی باتومی انجام می‌شود که به صورت متوسط سالانه ۶۰۰ هزار نفر از این فرودگاه استفاده می‌کنند.

## آب و هوای باتومی
آب و هوای باتومی به شدت تحت تأثیر جریانهای هوایی دریای سیاه است، در نتیجه بارش عمده باران در اکثر فصول سال امری عادی است. این بارش عمده باتومی را به مرطوب‌ترین شهر گرجستان تبدیل کرده‌است.
متوسط دمای هوا در باتومی ۱۴ درجه سانتیگراد(۵۷ °F) است. سردترین ماه سال در باتومی ژانویه با دمای متوسط ۷ درجه سانتیگراد و اوت گرمترین ماه با دمای متوسط ۲۲ درجه سانتیگراد است.
کمترین و بیشترین دمای ثبت شده در باتومی به ترتیب -۶ و ۴۰ درجه سانتیگراد است.
بارش متوسط سالانه باتومی ۲۷۱۸ میلی‌متر و مرطوب‌ترین ماه سال سپتامبر با بارش ۳۳۵ میلی‌متر است.
| داده‌های اقلیم فرودگاه بین‌المللی باتومی (۱۹۸۱ - ۲۰۱۰) | داده‌های اقلیم فرودگاه بین‌المللی باتومی (۱۹۸۱ - ۲۰۱۰) | داده‌های اقلیم فرودگاه بین‌المللی باتومی (۱۹۸۱ - ۲۰۱۰) | داده‌های اقلیم فرودگاه بین‌المللی باتومی (۱۹۸۱ - ۲۰۱۰) | داده‌های اقلیم فرودگاه بین‌المللی باتومی (۱۹۸۱ - ۲۰۱۰) | داده‌های اقلیم فرودگاه بین‌المللی باتومی (۱۹۸۱ - ۲۰۱۰) | داده‌های اقلیم فرودگاه بین‌المللی باتومی (۱۹۸۱ - ۲۰۱۰) | داده‌های اقلیم فرودگاه بین‌المللی باتومی (۱۹۸۱ - ۲۰۱۰) | داده‌های اقلیم فرودگاه بین‌المللی باتومی (۱۹۸۱ - ۲۰۱۰) | داده‌های اقلیم فرودگاه بین‌المللی باتومی (۱۹۸۱ - ۲۰۱۰) | داده‌های اقلیم فرودگاه بین‌المللی باتومی (۱۹۸۱ - ۲۰۱۰) | داده‌های اقلیم فرودگاه بین‌المللی باتومی (۱۹۸۱ - ۲۰۱۰) | داده‌های اقلیم فرودگاه بین‌المللی باتومی (۱۹۸۱ - ۲۰۱۰) | داده‌های اقلیم فرودگاه بین‌المللی باتومی (۱۹۸۱ - ۲۰۱۰) |
| ماه                                                  | ژانویه                                               | فوریه                                                | مارس                                                 | آوریل                                                | مه                                                   | ژوئن                                                 | ژوئیه                                                | اوت                                                  | سپتامبر                                              | اکتبر                                                | نوامبر                                               | دسامبر                                               | سال                                                  |
| ---------------------------------------------------- | ---------------------------------------------------- | ---------------------------------------------------- | ---------------------------------------------------- | ---------------------------------------------------- | ---------------------------------------------------- | ---------------------------------------------------- | ---------------------------------------------------- | ---------------------------------------------------- | ---------------------------------------------------- | ---------------------------------------------------- | ---------------------------------------------------- | ---------------------------------------------------- | ---------------------------------------------------- |
| سابقهٔ بیش‌ترین °C (°F)                                | ۲۵٫۳ (۷۸)                                            | ۲۷٫۴ (۸۱)                                            | ۳۲٫۲ (۹۰)                                            | ۳۸٫۳ (۱۰۱)                                           | ۳۷٫۲ (۹۹)                                            | ۳۹٫۹ (۱۰۴)                                           | ۴۰٫۸ (۱۰۵)                                           | ۳۹٫۵ (۱۰۳)                                           | ۳۸٫۱ (۱۰۱)                                           | ۳۵٫۴ (۹۶)                                            | ۳۰٫۱ (۸۶)                                            | ۲۸٫۳ (۸۳)                                            | ۴۰٫۸ (۱۰۵)                                           |
| میانگین بیش‌ترین °C (°F)                              | ۶٫۶ (۴۴)                                             | ۷٫۶ (۴۶)                                             | ۱۲٫۳ (۵۴)                                            | ۱۸٫۶ (۶۵)                                            | ۲۲٫۸ (۷۳)                                            | ۲۷٫۷ (۸۲)                                            | ۳۱٫۱ (۸۸)                                            | ۳۰٫۹ (۸۸)                                            | ۲۶٫۱ (۷۹)                                            | ۱۹٫۴ (۶۷)                                            | ۱۲٫۴ (۵۴)                                            | ۷٫۶ (۴۶)                                             | ۱۸٫۵۹ (۶۵٫۵)                                         |
| میانگین روزانه °C (°F)                               | ۵٫۴ (۴۲)                                             | ۶٫۸ (۴۴)                                             | ۸٫۷ (۴۸)                                             | ۱۲٫۴ (۵۴)                                            | ۱۶٫۰ (۶۱)                                            | ۲۰٫۲ (۶۸)                                            | ۲۲٫۶ (۷۳)                                            | ۲۳٫۲ (۷۴)                                            | ۲۰٫۱ (۶۸)                                            | ۱۶٫۵ (۶۲)                                            | ۱۲٫۰ (۵۴)                                            | ۶٫۸ (۴۴)                                             | ۱۴٫۲۳ (۵۷٫۷)                                         |
| میانگین کم‌ترین °C (°F)                               | ۴٫۳ (۴۰)                                             | ۴٫۰ (۳۹)                                             | ۵٫۵ (۴۲)                                             | ۹٫۱ (۴۸)                                             | ۱۲٫۹ (۵۵)                                            | ۱۷٫۰ (۶۳)                                            | ۱۹٫۹ (۶۸)                                            | ۲۰٫۳ (۶۹)                                            | ۱۷٫۱ (۶۳)                                            | ۱۳٫۵ (۵۶)                                            | ۹٫۲ (۴۹)                                             | ۶٫۱ (۴۳)                                             | ۱۱٫۵۷ (۵۲٫۹)                                         |
| سابقهٔ کم‌ترین °C (°F)                                 | −۷٫۷ (۱۸)                                            | −۸٫۲ (۱۷)                                            | −۶٫۷ (۲۰)                                            | −۲٫۵ (۲۸)                                            | ۳٫۴ (۳۸)                                             | ۸٫۱ (۴۷)                                             | ۱۲٫۹ (۵۵)                                            | ۱۲٫۶ (۵۵)                                            | ۷٫۵ (۴۶)                                             | ۲٫۰ (۳۶)                                             | −۳٫۹ (۲۵)                                            | −۴٫۲ (۲۴)                                            | −۸٫۲ (۱۷)                                            |
| بارندگی میلی‌متر (اینچ)                               | ۲۳۴٫۷ (۹٫۲۴)                                         | ۱۸۳٫۴ (۷٫۲۲)                                         | ۱۵۶٫۶ (۶٫۱۷)                                         | ۹۰٫۱ (۳٫۵۵)                                          | ۹۲٫۵ (۳٫۶۴)                                          | ۱۴۱٫۰ (۵٫۵۵)                                         | ۱۶۴٫۹ (۶٫۴۹)                                         | ۲۲۰٫۷ (۸٫۶۹)                                         | ۳۳۰٫۱ (۱۳)                                           | ۳۲۱٫۵ (۱۲٫۶۶)                                        | ۳۰۵٫۵ (۱۲٫۰۳)                                        | ۲۷۷٫۷ (۱۰٫۹۳)                                        | ۲٬۵۱۹ (۹۹٫۱۷)                                        |
| میانگین روزهای بارندگی (≥ ۱ mm)                      | ۱۴                                                   | ۱۲٫۷                                                 | ۱۲٫۶                                                 | ۹٫۶                                                  | ۹٫۶                                                  | ۹٫۹                                                  | ۱۰٫۱                                                 | ۱۱٫۵                                                 | ۱۱٫۱                                                 | ۱۲٫۴                                                 | ۱۲٫۲                                                 | ۱۳٫۱                                                 | ۱۳۸٫۸                                                |
| میانگین روزانه ساعت‌های تابش آفتاب                    | ۹۹                                                   | ۱۰۵                                                  | ۱۲۶                                                  | ۱۴۸                                                  | ۱۹۹                                                  | ۲۳۵                                                  | ۲۱۴                                                  | ۲۲۳                                                  | ۲۰۱                                                  | ۱۷۶                                                  | ۱۲۵                                                  | ۱۰۷                                                  | ۱٬۹۵۸                                                |
| منبع شماره ۱: NCEI                                   |                                                      |                                                      |                                                      |                                                      |                                                      |                                                      |                                                      |                                                      |                                                      |                                                      |                                                      |                                                      |                                                      |
| منبع شماره ۲:                                        |                                                      |                                                      |                                                      |                                                      |                                                      |                                                      |                                                      |                                                      |                                                      |                                                      |                                                      |                                                      |                                                      |

## جاذبه‌های گردشگری
- بلوار باتومی
- مجسمه عشق (علی و نینو)
- باغ گیاه‌شناسی باتومی : باغ گیاه شناسی باتومی (به گرجی: ბათუმის ბოტანიკური ბაღი) زمینی به مساحت 108 هکتار در 9 کیلومتری شمال شهر باتومی است. این باغ که در محلی به نام Mtsvane Kontskhi (" دماغه سبز ") در ساحل دریای سیاه واقع شده است، یکی از بزرگترین باغ های گیاه‌شناسی در میان کشورهای شوروی سابق است.
- کافه فانتزی
- آب‌نماهای رقصان
- دلفین‌خانه (پارک دلفین)
- پیازا باتومی : میدان باتومی (به گرجی: ბათუმის პიაცა) یک منطقه عمومی روباز به سبک ایتالیایی در شهر باتومی است. ساختمان‌های مهم مختلفی اطراف میدان را احاطه کرده‌اند که دارای کافه‌های فضای باز، هتل‌ها و مجتمع‌های تجاری است.پیازا یکی از پربازدیدترین و محبوب‌ترین مناظر باتومی است که در منطقه ساحلی در نزدیکی دریای سیاه واقع شده است.
- چرخ‌وفلک باتومی
- ساعت نجومی
- تله‌کابین
- پارک ۶ مه
- میدان اروپا
- برج الفبا : برج الفبا (به گرجی: ანბანის کوშკი، به زبان رومی: anbanis k'oshk'i) سازه ای به ارتفاع 130 متر در باتومی است که نماد منحصر به فرد بودن الفبای گرجی و مردم است. این ساختار طراحی DNA را با الگوی مارپیچ دوگانه می‌آمیزد. دو نوار مارپیچ با 33 حرف از الفبای گرجی که هر کدام 4 متر ارتفاع دارند و از آلومینیوم ساخته شده‌اند دور این برج پیچیده‌اند.
- بندر باتومی
- پارک میرکول
- برج ساعت چاچا
- آبنمای نپتون
- موزه باستان‌شناسی باتومی
- آب‌نمای ایلیا چاوچاوادزه[۱۰]

## کلیسای جامع باتومی
کلیسای جامع باتومی محل عبادت مسیحیان ارتدوکس است و به سبک گوتیک فرانسوی طراحی شده و در سقف این بنا سه گنبد وجود دارد. این کلیسا واقع در خیابان نیکولوز باراتیشولی است و هزینه ورودی برای بازدید ندارد.

## شهرهای خواهر خوانده
- باری، ایتالیا، 1987.[۱۲][۱۳][۱۳]
- ساوانا، جورجیا، آمریکا، 1992.[۱۲][۱۳]
- پیرئاس، یونان، 1996.[۱۲][۱۳][۱۴]
- کیسلوفودسک، روسیه، 1997.[۱۲]
- اشدود، اسرائیل، ۲۰۱۱.
- ترابزون، ترکیه، 2000.[۱۲][۱۳]
- وانادزور، ارمنستان، 2006.[۱۲][۱۳]
- ولس، یونان، 2007.[۱۲][۱۳]
- یالتا، اوکراین، 2008.[۱۲][۱۳]
- بورگاس، بلغارستان، 2009.[۱۲]
- ماربیا، اسپانیا، 2010.[۱۲]
- کوش‌آداسی، ترکیه، 2010.[۱۲]
- اردو، ترکیه، 2011.[۱۲]
- ترنوپیل، اوکراین، 2011.[۱۲][۱۳]
- نیواورلئان، آمریکا، 2012.[۱۲]
- یالوا، ترکیه، 2012.[۱۲]
- نخجوان، آذربایجان، 2012.[۱۲]
- دوگوپیلس، لتونی، 2012.[۱۲][۱۳]
- اراک، ایران، 2013.[۱۵][۱۶]
- برست، بلاروس، بلاروس، 2015.[۱۷]
- وروتسواف، لهستان، 2019[۱۸]